# Enar Nordenfelt
Enar Wilhelm Nordenfelt (i riksdagen kallad Nordenfelt i Karlskrona), född 6 december 1798 på Björneborg, Visnums socken, Värmlands län, död 18 november 1868 i Stockholm, var en svensk militär och ämbetsman.
Nordenfelt blev 1815 fanjunkare vid Skaraborgs regemente, där han 1829 befordrades till kapten. Han utnämndes 1836 till major vid Älvsborgs regemente och 1849 till överste och chef för Jönköpings regemente samt var brigadbefälhavare på Gotland 1854–1855. Han var 1856–1867 landshövding i Blekinge län och 1866–1868 dess representant i riksdagens första kammaren. Nordenfelt var ledamot av Krigsvetenskapsakademien från 1849 och Lantbruksakademien från 1858 samt hedersledamot av Örlogsmannasällskapet från 1857. Han blev riddare av Svärdsorden 1837 och kommendör av Nordstjärneorden 1860. Nordenfelt är begraven på Norra begravningsplatsen utanför Stockholm.
Enar Nordenfelt tillhörde ätten Nordenfelt. Han var far till Leonard, Carl, Thorsten och Åke Nordenfelt.